# マット・ヘイグ (作家)

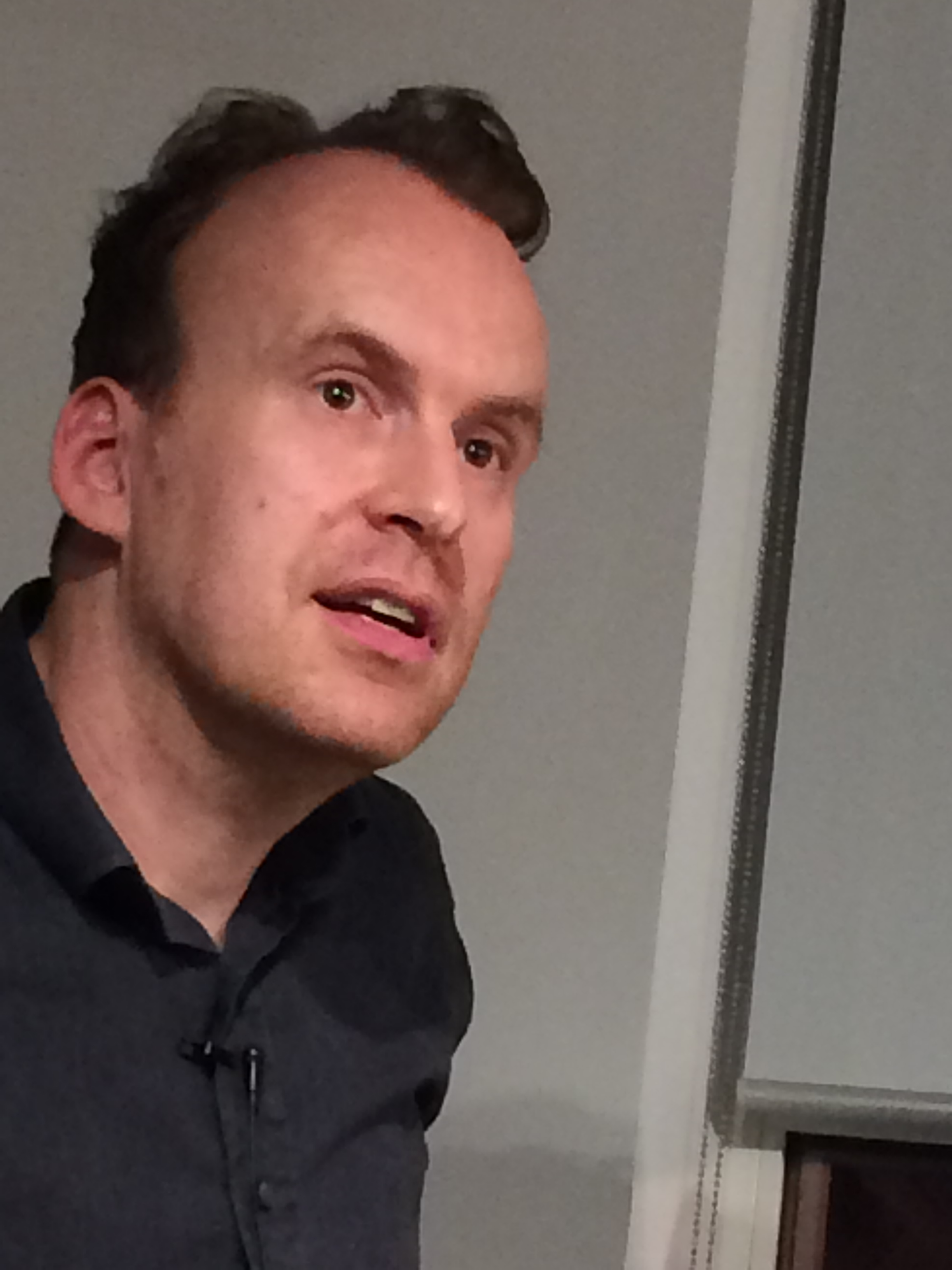
ロンドンの書店フォイルズにて（2016年2月）

マット・ヘイグ（Matt Haig、1975年7月3日 - ）は、イギリスの小説家、ジャーナリスト。フィクション、ノンフィクションを問わず、子供も大人も対象としたスペキュレイティブ・フィクションを主に執筆する。"Brand Failures" などデジタル・マーケティングやモバイル・マーケティングに関する著書も複数ある。

## 経歴
1975年、イングランド中部の都市シェフィールドに生まれ、現在は北部のヨーク在住。ハル大学とリーズ大学で学んだ後、インターネット・マーケティングの会社を立ち上げ、スペインのナイトクラブで働いた。2005年に処女作を上梓するが、それより前にデジタル・マーケティング関連の著書を発表している。ジャーナリストとしては、『ガーディアン』『サンデー・タイムズ』『インデペンデント』『シドニー・モーニング・ヘラルド』『フェイス』などに記事を書いたことがある。
ヘイグの作品は家庭を題材にした暗く奇妙なものが多い。『英国の最後の家族』（原題：The Last Family in England ）は、シェイクスピアの『ヘンリー四世 第1部』を犬を主人公に翻案した作品である。この作品はイギリスでベストセラーとなり、ブラッド・ピットの製作会社「プランB」が映像化の権利を買った。第2作"Dead Fathers Club" は『ハムレット』を題材とした作品で、父親を亡くしたばかりの内省的な11歳の少年の前に父親の幽霊が現れるという物語である。3作目"The Possession of Mr. Cave" では、ティーンエイジャーの娘を守るために異常ともいえるほどの執着を見せる父親を描いた。児童書"Shadow Forest" は主人公の両親が恐ろしい死を遂げるところから始まるファンタジー作品で、2007年にネスレ児童書賞を受賞した。2008年には続編"Runaway Troll" が刊行された。
2011年にはバンパイア小説"The Radleys" を上梓、同作の映画化が発表された。映画にはアルフォンソ・キュアロンが製作に携わるという。2013年に発表した『今日から地球人』（原題：The Humans ）は、異星人が故郷の星を脅かす存在である数学者の体を乗っ取ってしまう物語だが、数学者は病気扱いされ、病気が原因で人がどのように孤立していくかも描かれている。

## 作品リスト

### 小説
- 英国の最後の家族[注 1] The Last Family in England[注 2] ( 2004年 ジョナサン・ケープ /  2005年12月 ランダムハウス講談社 天野隆司訳）
- The Dead Fathers Club (2006)
- Shadow Forest[注 3] (2007)
- The Possession of Mr. Cave (2008)
- Runaway Troll[注 4] (2008)
- The Radleys (2010)
- 今日から地球人 The Humans （ 2013年 /  2014年11月 早川書房 鈴木恵訳）
- To Be A Cat (2013)
- Echo Boy (2014)
- クリスマスとよばれた男の子 A Boy Called Christmas ( 2015年 /  2016年12月 西村書店 杉本詠美訳)
- クリスマスを救った女の子 The Girl Who Saved Christmas ( 2016年 /  2017年10月 西村書店 杉本詠美訳)
- トム・ハザードの止まらない時間 How to Stop Time （ 2017年 /  2018年10月 早川書房 鈴木恵訳）
- Father Christmas and Me (Canongate Books, 2017)
- The Truth Pixie (Canongate Books, 2018)
- Evie and the Animals (Canongate Books, 2019)
- The Truth Pixie Goes to School (Canongate Books, 2019)
- Evie In The Jungle (Canongate Books, 2020)
- ミッドナイト・ライブラリー The Midnight Library ( 2020年 Canongate Books /  2022年2月 ハーパーコリンズ・ジャパン 浅倉卓弥訳)

### ノンフィクション
- How Come You Don't Have An E-Strategy (2002)
- あのブランドの失敗に学べ! Brand Failures （ 2003年 /  2005年4月 ダイヤモンド社 田中洋・森口美由紀訳）
- ブランドロイヤルティ―世界トップ100ブランド成功の秘訣 Brand Royalty （ 2004年 /  2007年6月 グラフ社 和田敏彦訳）
- Brand Success (2011)
- #生きていく理由 うつヌケの道を、見つけよう Reasons to Stay Alive （ 2015年 /  2018年4月 早川書房 那波かおり訳）
- Notes on a Nervous Planet (Canongate Books, 2018)